# Distretto di Qiezihe
Il distretto di Qiezihe (茄子河区S, Qiézihé QūP) è un distretto della Cina, situato nella provincia di Heilongjiang e amministrato dalla prefettura di Qitaihe.